# Портоскузо
Портоску̀зо (на италиански: Portoscuso; на сардински: Portescusi, Портескузи) е пристанищно градче и община в Южна Италия, провинция Южна Сардиния, автономен регион и остров Сардиния. Разположено е на южноизточния брега на острова, на Средиземно море. Населението на общината е 5268 души (към 2010 г.).